# 迪克西·卡特
迪克西·维吉尼亚·卡特（英語：Dixie Virginia Carter，1939年5月25日—2010年4月10日）是美国的电影、电视、舞台演员。她曾主演CBS情景喜剧《Designing Women》的Julia Sugarbaker，以及CBS戏剧系列《Family Law》的 Randi King。2007年，她因在《绝望的主妇》中饰演的 Gloria Hodge 而获得艾美奖的提名。